# 范辉军
范辉军，北京大学数学学院教授，中国教育部长江学者特聘教授。北京大学数学和应用数学教育部重点实验室主任，曾获中国国家自然科学二等奖等荣誉。

## 生平
范辉军毕业于华中工学院物理系，曾任北京大学数学学院数学系主任。

## 社会兼职
中国大百科全书数学卷数学物理组组长。